# Agetocera mirabilis
Agetocera mirabilis es un coleóptero de la familia Chrysomelidae. Fue descrita en 1831 por Hope.